# Frankie Grande
Frank James Michael Grande-Marchione (Nova Iorque, 24 de janeiro de 1983), mais conhecido como Frankie Grande, é um ator, cantor e apresentador americano. Ele é mais conhecido por interpretar o personagem Frankini em Henry Danger, The Adventures of Kid Danger, Danger Force, Danger Goes Digital, Side Hustle e Henry Danger: The Movie.

## Biografia
Frank James Michael Grande-Marchione nasceu em 24 de janeiro de 1983 em Nova Iorque, Nova Iorque. Ele é filho da empresária Joan Grande e do médico Victor Marchione. É meio-irmão da atriz e cantora Ariana Grande. Em 2019, começou a namorar o ator Hale Leon. Eles ficaram noivos em junho de 2021 e se casaram em maio de 2022.

## Carreira

### 2007-2015:BroadwayeBig Brother
Em 2007, interpretou o personagem Eddie na peça Mamma Mia!. Em 4 de fevereiro de 2014, interpretou a personagem Consuela na peça Pageant: The Musical. Em 25 de junho 2014, foi um dos participantes da décima sexta temporada do reality show Big Brother, onde ficou em 5° lugar. Em 10 de novembro de 2014, interpretou os personagens Franz e Drew na peça Rock of Ages. Em 2015, foi um dos jurados da oitava temporada do reality show America's Best Dance Crew.

### 2016-2020:Style Code LiveeCelebrity Big Brother
Em 8 de março de 2016, estreou como um dos apresentadores do programa Style Code Live. Em 28 de julho de 2016, foi um dos participantes da décima oitava temporada do reality show Celebrity Big Brother, onde ficou em 6° lugar. Em 20 de agosto de 2017, interpretou o personagem Tyler na primeira temporada da série Indoor Boys, retornando na segunda e terceira temporada. Em 16 de setembro de 2017, interpretou o personagem Frankini na terceira temporada da série  Henry Danger, retornando na quarta e quinta temporada. Em 20 de outubro de 2017, fez uma participação na segunda temporada da série Haters Back Off. Em 1 de dezembro de 2017, o cantor Chester See lançou um cover da música In the End, da banda Linkin Park, em parceria com Frankie. Em 18 de março de 2018, interpretou o personagem Blaine Tuttle na peça Cruel Intentions: The Musical. Em 12 de maio de 2018, dublou os personagens Frankini e Sr. Beefo na série The Adventures of Kid Danger. Em 14 de agosto 2020, interpretou o personagem Richard no filme Spree. Em 28 de março de 2020, reprisou o personagem Frankini na primeira temporada da série Danger Force, retornando na segunda e terceira temporada. Em 1 de agosto de 2020, fez uma participação na décima primeira temporada da série All That.

### 2021-presente:Big Brother Reindeer Games,Worst Cooks in AmericaeHotel Rock Bottom
Em 30 de abril de 2021, reprisou o personagem Frankini na série Danger Goes Digital. Em 23 de junho de 2022, interpretou os personagens Victor Garber e Luigi na peça Titanique. Em 21 de abril de 2022, reprisou o personagem Frankini na segunda temporada da série Side Hustle. Em 2023, interpretou o personagem Nico no filme Summoning Sylvia. Em 11 de dezembro de 2023, foi um dos participantes do reality show Big Brother Reindeer Games, onde ficou em 3° lugar. Em 5 de janeiro de 2025, foi um dos participantes da vigésima oitava temporada do reality show Worst Cooks in America. Em 17 de janeiro de 2025, interpretou os personagens Frankini e Fangkini no filme Henry Danger: The Movie. Em 14 de março de 2025, foi lançado "Rhythm of Love" o primeiro single do seu álbum de estreia. Em 16 de maio de 2025, foi lançado o segundo single "Boys". Em 27 de junho de 2025, foi lançado o terceiro single junto com seu álbum de estreia Hotel Rock Bottom.

## Filmografia

### Cinema
| Ano  | Título                  | Papel               |
| ---- | ----------------------- | ------------------- |
| 2020 | Spree                   | Richard             |
| 2023 | Summoning Sylvia        | Nico                |
| 2025 | Henry Danger: The Movie | Frankini / Fangkini |

### Televisão
Como ele mesmo
| Ano       | Título                     | Papel        | Notas        |
| --------- | -------------------------- | ------------ | ------------ |
| 2014      | Big Brother                | Participante | Temporada 16 |
| 2015      | America's Best Dance Crew  | Jurado       | Temporada 8  |
| 2016-2017 | Style Code Live            | Apresentador |              |
| 2016      | Celebrity Big Brother      | Participante | Temporada 18 |
| 2023      | Big Brother Reindeer Games | Participante | Temporada 1  |

Como ator
| Ano       | Título                       | Papel                | Notas                                         |
| --------- | ---------------------------- | -------------------- | --------------------------------------------- |
| 2017-2019 | Indoor Boys                  | Tyler                | 5 episódios                                   |
| 2017-2019 | Henry Danger                 | Frankini             | 4 episódios                                   |
| 2017      | Haters Back Off              | Ele mesmo            | Episódio: "broadway or buts"                  |
| 2018      | The Adventures of Kid Danger | Frankini / Sr. Beefo | Episódio: "Tiny Toddler/Magical Beefery Tour" |
| 2020-2022 | Danger Force                 | Frankini             | 6 episódios                                   |
| 2020      | All That                     | Ele mesmo            | Episódio: "Episode 1129"                      |
| 2021      | Danger Goes Digital          | Frankini             | Episódio: "Video Game Frankini Dance Off!"    |
| 2022      | Side Hustle                  | Frankini             | Episódio: "When Worlds Collide"               |

### Teatro
| Ano  | Título                        | Papel                 | Notas        |
| ---- | ----------------------------- | --------------------- | ------------ |
| 2007 | Mamma Mia!                    | Eddie                 | Broadway     |
| 2014 | Pageant: The Musical          | Consuela              | Off-Broadway |
| 2014 | Rock of Ages                  | Franz / Drew          | Broadway     |
| 2018 | Cruel Intentions: The Musical | Blaine Tuttle         | Off-Broadway |
| 2022 | Titanique                     | Victor Garber / Luigi | Off-Broadway |

## Discografia

### Álbuns de estúdio
- 2025: Hotel Rock Bottom

### Singles
Como artista principal
- 2025: "Rhythm of Love"
- 2025: "Boys"
- 2025: "Hotel Rock Bottom"

Como artista convidado
- 2017: "In The End"